# 復活大祭

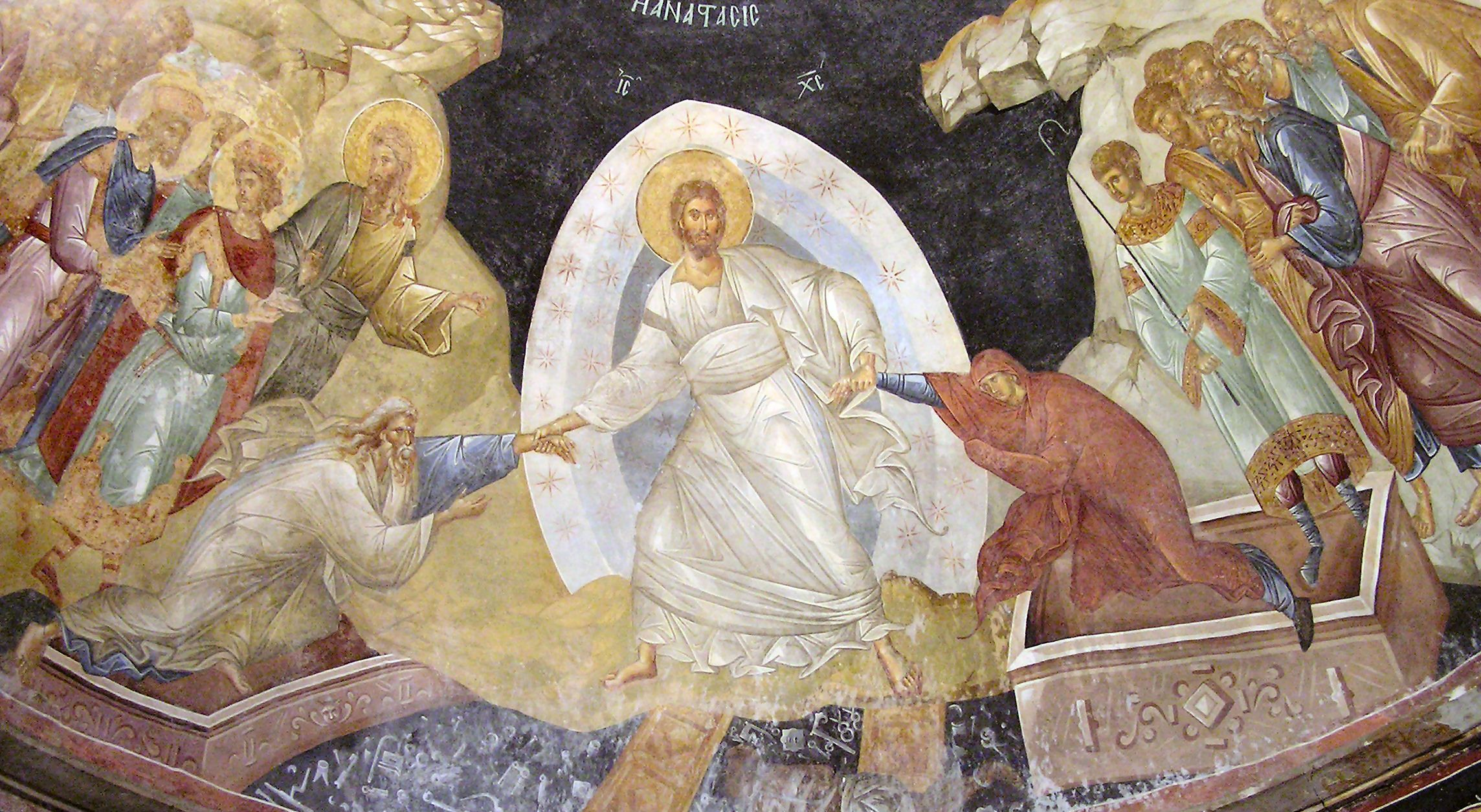
フレスコ画イコン『復活』。現在はカーリエ博物館となっている、ホーラ（コーラ）修道院の聖堂内、湾曲した天井に描かれている。主ハリストス（キリスト）がアダムとエヴァの手を取り、地獄から引き上げる情景を描いたもの。このハリストスの地獄降りのイコンが、正教会においては復活大祭のイコンとして定着している。

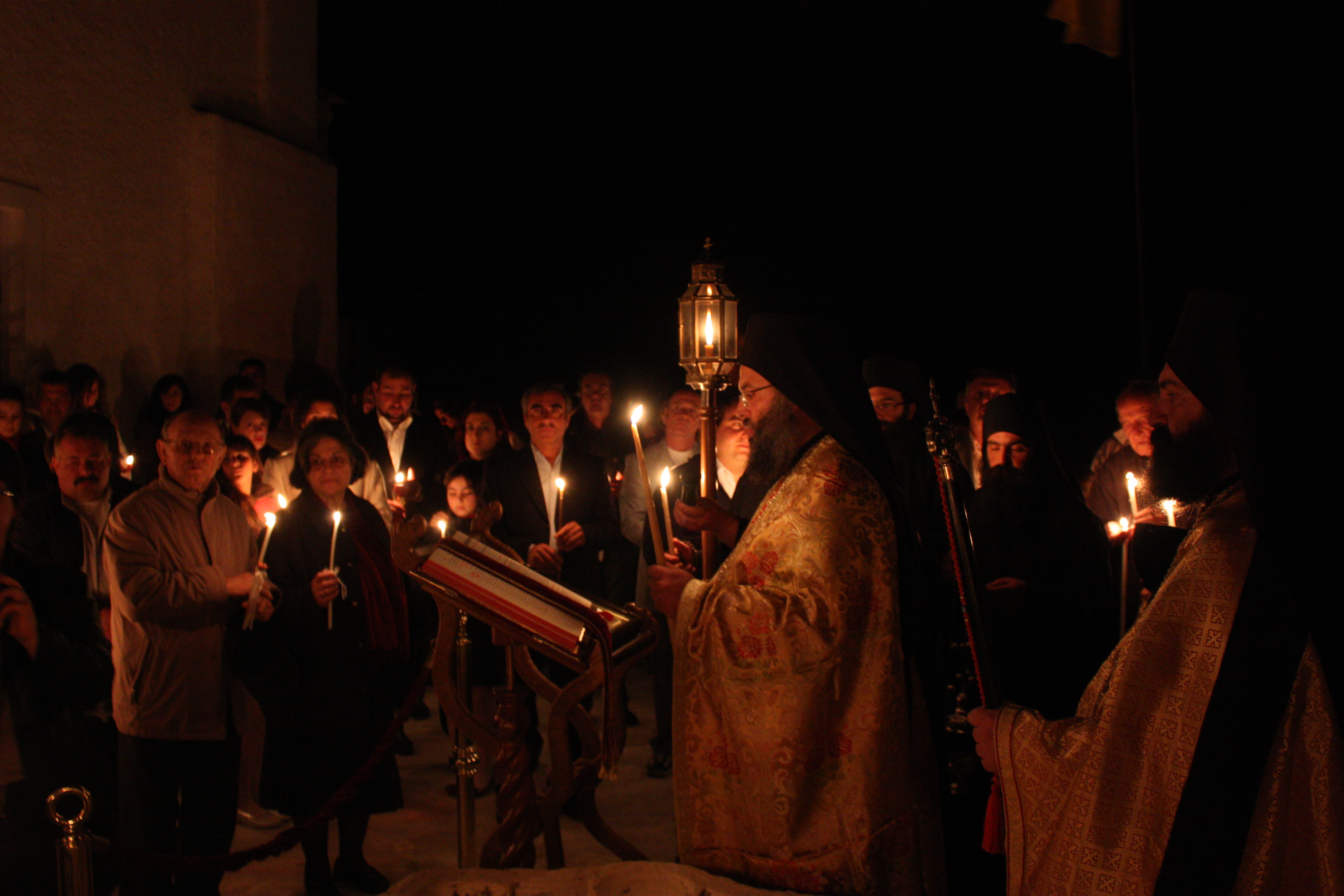
復活大祭徹夜祷の一場面（サントリーニ島）

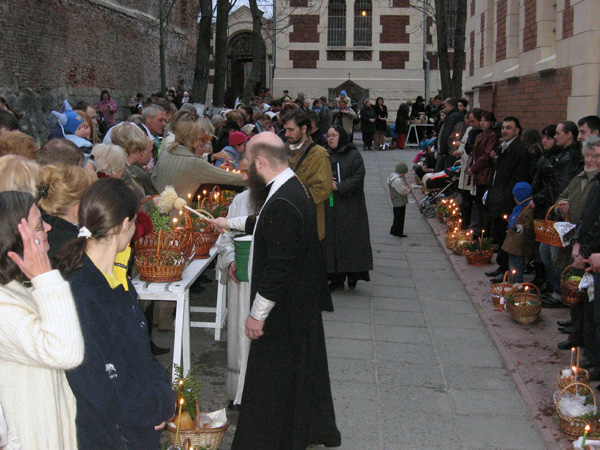
正教会の復活大祭に、信者が持ち寄った食品の入った籠を、司祭がイソプを使い聖水を撒いて成聖している（リヴィウ、2007年4月7日）。

復活大祭（ふっかつたいさい、パスハ、ギリシア語: Πάσχα, ロシア語: Пасха, 英語: Pascha）は正教会において最も重要な祭日。イイスス・ハリストス（イエス・キリスト）の復活を記憶する祭りであり、西方教会における復活祭に相当する。西方教会と同様、復活大祭の日付は年によって異なる。
正教会において復活大祭は、旧約聖書における過越の成就であり、新しい約束の時代（新約の時代）の新たな過ぎ越しであると位置づけられるため、「過ぎ越し」を意味するヘブライ語に由来する「パスハ」と呼ばれる。正教会は西方教会と異なり、「イースター」とはあまり呼ばない。
復活大祭と、復活祭期の間、信徒の間では「ハリストス復活！」「実に復活！」と挨拶が交わされる。

## 神学的位置付け

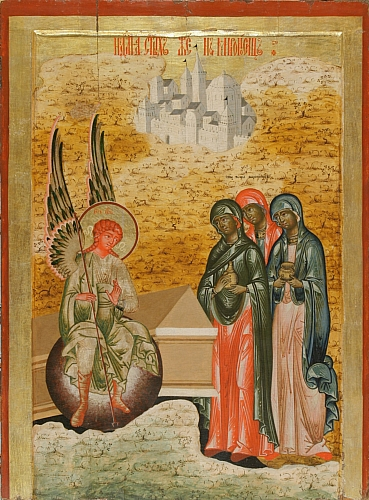
『ハリストスの地獄降り』とはまた別の構図をとる復活大祭のイコン。女達が香料を携えてハリストスの墓を訪れた際、そこに天使がいて、ハリストスの復活を告げたという聖書の記事に基づくものであり、地獄降りのイコンと並んで伝統的な構図である。キジ島の顕栄聖堂のもの。

正教会における復活大祭は、イイスス・ハリストスの死への勝利、それによって人に及んだ救いの記憶であり、かつまたイイスス・ハリストスの再臨の象りである。
このため、復活祭は他の一切の祭と別格のものとして位置付けられている。ナジアンゾスのグレゴリオスは、その説教のなかで復活祭を「祭の祭、祝の祝」と呼んでいる。ハリストス教徒であることの喜び、すなわち救済への希望は、イエスの復活に拠るからであり、この日以上に喜ばしく祝われるべき日は信者にとっては存しないからである。この理解はコリントの信徒への手紙一の15章14節にある使徒パウロの言葉に拠っても裏付けられている。
また復活祭はたんに「復活」という一つの出来事を記憶するにとどまらない。ハリストスは信じるものにとって死から生命また真理への「門」であり「過ぎ越し」である。復活を祝うとは、罪から赦しへ、死から生命へのそのような移り行きが、ハリストスによって与えられていることを祝い、また己がそのような移り行きを日々生きていることを想起し、信仰へと己を鼓舞することでもある。

## 奉神礼
聖体礼儀を含む復活大祭の奉神礼（典礼）は、土曜日から日曜日へと日付の変わる真夜中に行われる。ほとんどの教会で、復活大祭は、教会暦上は前日である聖大スボタ（土曜日）の徹夜課から引き続いて行われ、早課のあと、聖体礼儀を行う。早課のあと時課を続けて行うところも多い。
復活大祭の奉神礼を真夜中に行うことで、このもっとも重大な祭（祭の祭）を行うにあたり、その日に他の祭を先立って行わないことを確実なものにしている。

### 夜半課

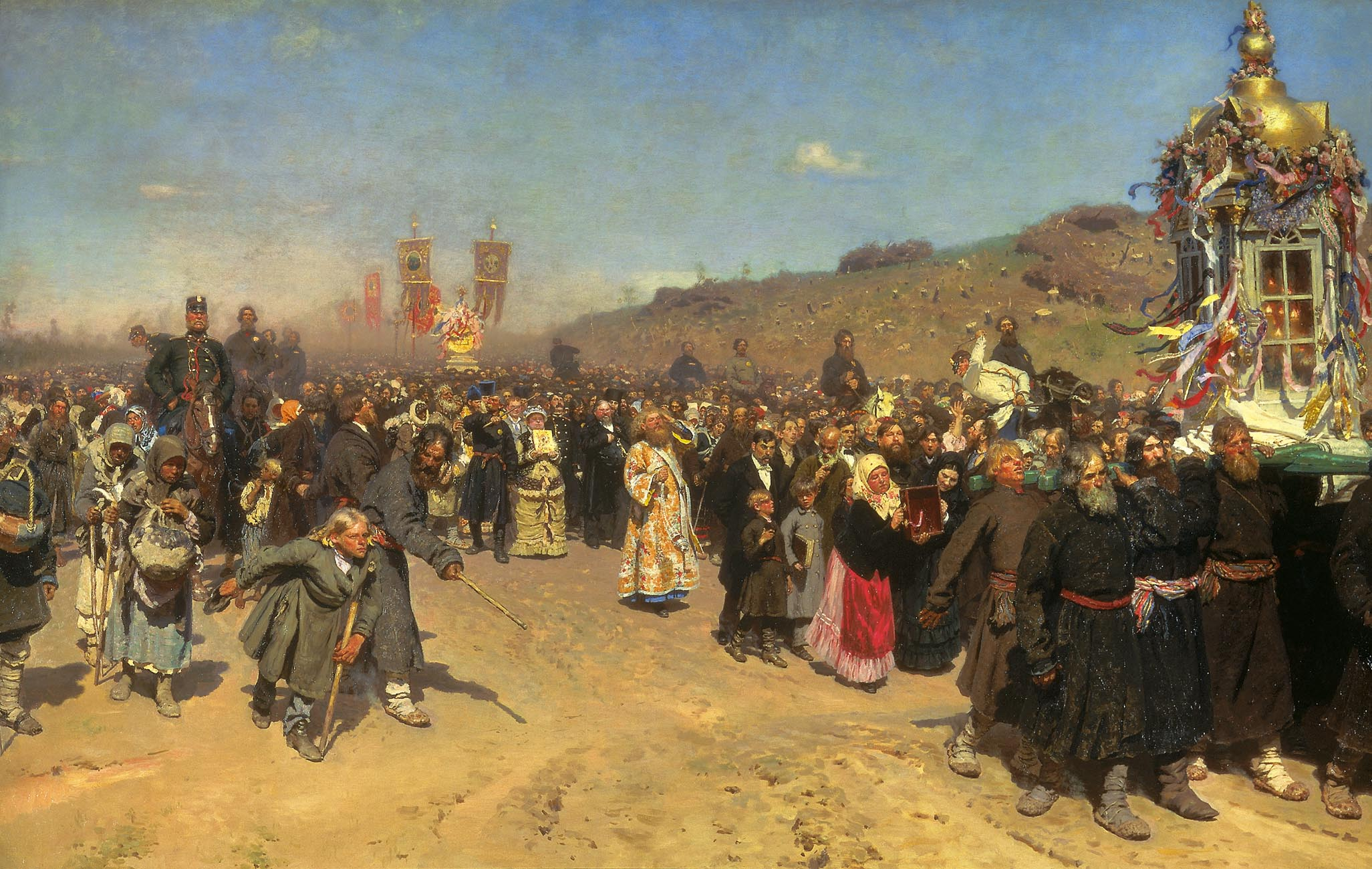
『クルスク県の復活大祭の十字行』（画：イリヤ・レーピン、1880年～1883年）

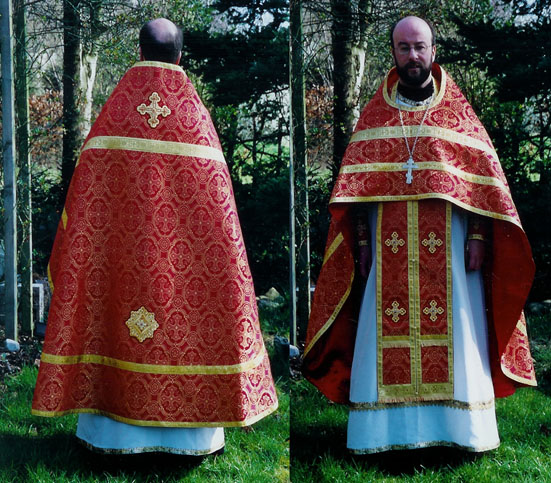
正教会の司祭。ロシア正教会では赤の祭服を、復活大祭からはじまる40日間の復活祭期に用いるが、白色を用いる教会の方がロシア以外では多い。

聖スボタの夜半課（やはんか）の最後に、聖堂に安置されていた眠りの聖像が王門から至聖所に運びこまれ、王門が閉じられると、神品は衣服を改め、堂内の照明はおとされて代わりにともされた蝋燭から、信者はそれぞれ燭をわかちあう。信者はみな聖堂から退出し、教会の外で十字行（十字架をかかげた教役者を先頭に信者が聖歌を歌いながら行列を行う）を行う。
聖堂を三周したのち、一同は聖堂正面にたち、司祭と聖歌隊の交唱により聖歌が歌われる。司祭は67聖詠（詩篇68）の冒頭に基づく聖歌を歌い、聖歌隊はその節ごとにパスハのトロパリ（後述）を歌う。復活祭ではじめてパスハのトロパリが歌われる時である。
神は興き、其仇は散るべし、彼を悪む者は其顔（かんばせ）より逃ぐべし。
煙の散るが如く、爾彼等を散らし給へ、蝋の火に因りて融くるが如く、斯く悪人等は神の顔に因りて亡ぶべし。
惟義人等は楽み、神の前に欣ふべし。
主は此日を作れり、欣びてこれを祝ふべし。　
そののち司祭が「ハリストス復活」と唱すると、信者が「実に復活」（じつにふっかつ）と応じる（ハリストスは他派でいう「キリスト」に相当。日本ハリストス正教会の項を参照）。この応答は復活大祭の奉神礼においてはつねに三度繰り返される。こののち、一同はパスハの讃詞を歌いながら聖堂内に入り、蝋燭を献じ、またそれとは別に各人が手に灯した蝋燭をもち、奉神礼に参加する。なお国によってはこの蝋燭を灯したまま家に持ち帰り、家庭の火をそれによって灯す。

### 早課
早課ではダマスコの聖イオアンの詞による八つの歌頌が歌われる。教区によってはこのあと時課を続ける。このなかで聖師父金口イオアンの「復活祭の説教」が朗読される。
また卵の成聖も早課が終わって以降に行われる。なお大斎中節制の対象であった食物（肉や卵など）は復活大祭の奉神礼が終わった後にはじめて食される。

### 聖体礼儀
聖体礼儀は金口イオアンの聖体礼儀による。最初の大連祷に先立ち、パスハのトロパリが歌われる。また「聖三祝文」の代わりに洗礼式の聖歌である「ハリストスによって洗を受けし者、ハリストスを着たり、アリルイヤ」（ガラテヤ書3:27）が歌われる。「ハリストスに洗を受けし者」を歌うのは、伝統的にこうした大祭日において成人のための洗礼が行われたことに由来する。
朗読では『使徒行伝』と『ヨハネによる福音書』の冒頭が読み上げられる。外国人のいる教区では、福音朗読は複数の言語で行われる。また生神女マリヤにも通常の時期とは違う特別の聖歌「恩寵を満ち蒙る者や」や「神の使い慈しみを満ち蒙る者に呼んで曰く」（生神女福音：受胎告知の意）、「新たなるイェルサリム」が捧げられる。
聖変化や領聖祝文のように、通常はひざまずいたり叩拝（頭を地につけて拝む）する場面でも、復活祭期においては、立った姿勢のままを保ち、頭を下げる程度で敬意を示す。これは正教会において立つ姿勢が歓びを表すことによる。

### 聖像
ウラジーミル・ロースキイによれば、復活大祭で用いる聖像（イコン）には2種類がある。ひとつは、ハリストスが地獄に下り、死を踏みつけにし、人祖アダムとエワの二人の手を取って引き上げるというものである（右図像参照）。周囲を、これも地獄にいる預言者とダヴィド（ダビデ）以下歴代の諸王が取り囲んで賛美する。アダムとエワを含めて、彼らはみな聖人として光背を描かれている。地獄は岩山の中の洞窟のように描かれる。
もうひとつは、携香女と呼ばれる女弟子が、ハリストスの墓を訪ねていったところ、ハリストスはすでに墓におらず、かわりに天使に会う場面を描いたものである。
イコンによってはこの二つの場面を合成したものもある。

## 復活祭期
復活大祭の後、昇天祭までの40日間の時期を、復活祭期と呼ぶ。ハリストスが弟子たちとともにいた期間の象りであり、人によっては復活祭期をも復活祭と呼ぶ。歓びの時期であり、この期間は復活大祭と同様、祈祷はつねに立って行う（叩拝したり跪いて祈ることをしない）。
復活大祭の後の一週間は特に光明週間と呼び、この間はイコノスタシス中央の王門が開いたままにされる。光明週間の間は斎（ものいみ）が解禁となり、水曜日や金曜日の食事の節制は行われない。
復活祭期の間も、復活祭のいくつかの要素が引き続き用いられる。通常の時期と異なり、祈祷の開始には「天の王」（聖神への祈り）のかわりに「パスハの讃詞」、祈祷の終了のマリヤへの聖歌は「常に福にして（つねにさいわいにして）」のかわりに「#新たなるイェルサリム」を用いる。
「ハリストス復活」「実に復活」の応答は復活祭期の間、正教徒の間では、あいさつとして用いられる。このようにして、いわば40日間がひとつの日であるように祝い続けられるのである。

## 日付
| 復活祭の日付 2001年–2045年 |          |          |
| 年                         | 西方教会 | 東方教会 |
| 2001年                     | 4月15日  | 4月15日  |
| 2002年                     | 3月31日  | 5月5日   |
| 2003年                     | 4月20日  | 4月27日  |
| 2004年                     | 4月11日  | 4月11日  |
| 2005年                     | 3月27日  | 5月1日   |
| 2006年                     | 4月16日  | 4月23日  |
| 2007年                     | 4月8日   | 4月8日   |
| 2008年                     | 3月23日  | 4月27日  |
| 2009年                     | 4月12日  | 4月19日  |
| 2010年                     | 4月4日   | 4月4日   |
| 2011年                     | 4月24日  | 4月24日  |
| 2012年                     | 4月8日   | 4月15日  |
| 2013年                     | 3月31日  | 5月5日   |
| 2014年                     | 4月20日  | 4月20日  |
| 2015年                     | 4月5日   | 4月12日  |
| 2016年                     | 3月27日  | 5月1日   |
| 2017年                     | 4月16日  | 4月16日  |
| 2018年                     | 4月1日   | 4月8日   |
| 2019年                     | 4月21日  | 4月28日  |
| 2020年                     | 4月12日  | 4月19日  |
| 2021年                     | 4月4日   | 5月2日   |
| 2022年                     | 4月17日  | 4月24日  |
| 2023年                     | 4月9日   | 4月16日  |
| 2024年                     | 3月31日  | 5月5日   |
| 2025年                     | 4月20日  | 4月20日  |
| 2026年                     | 4月5日   | 4月12日  |
| 2027年                     | 3月28日  | 5月2日   |
| 2028年                     | 4月16日  | 4月16日  |
| 2029年                     | 4月1日   | 4月8日   |
| 2030年                     | 4月21日  | 4月28日  |
| 2031年                     | 4月13日  | 4月13日  |
| 2032年                     | 3月28日  | 5月2日   |
| 2033年                     | 4月17日  | 4月24日  |
| 2034年                     | 4月9日   | 4月9日   |
| 2035年                     | 3月25日  | 4月29日  |
| 2036年                     | 4月13日  | 4月20日  |
| 2037年                     | 4月5日   | 4月5日   |
| 2038年                     | 4月25日  | 4月25日  |
| 2039年                     | 4月10日  | 4月17日  |
| 2040年                     | 4月1日   | 5月6日   |
| 2041年                     | 4月21日  | 4月21日  |
| 2042年                     | 4月6日   | 4月13日  |
| 2043年                     | 3月29日  | 5月3日   |
| 2044年                     | 4月17日  | 4月24日  |
| 2045年                     | 4月9日   | 4月9日   |

各年の日付の詳細については復活祭の項を参照。
第1ニカイア公会議の決定によって、春分の後の満月の直後の日曜日をもって復活大祭にあてる。一般には正教会ではユリウス暦の3月21日をもって春分とする。この場合、復活大祭の日付はグレゴリオ暦に換算して4月4日から5月9日までのいずれかの日曜日となる。
グレゴリオ暦を用いる西方教会とは復活祭の日付が一致しないことが多い。日付がずれる場合は、1週、2週、5週のうちいずれかとなる。
両教会の復活祭の日付は一致することもある。2007年の復活大祭は4月8日で東西教会共通である。一方前年2006年の復活大祭はグレゴリオ暦の4月23日にあたる（対して西方教会の復活祭は4月16日であった）。
まれに生神女福音祭（3月25日、ユリウス暦を用いる場合2011年までグレゴリオ暦4月7日に相当）と復活祭が同じ日に当たることがあり、これを「キュリオパスハ」（主のパスハ、パスハは復活祭の意）と呼ぶ。このときには復活祭の奉神礼の中に生神女福音祭の聖歌が繰り入れられる。近年ではユリウス暦を用いる教会では1991年にこの祭が祝われた。グレゴリオ暦を用いる教会（エストニア、フィンランド）では1951年にこの祭が祝われた。今後、ユリウス暦を用いる教会では2075年、2086年、2159年、グレゴリオ暦を用いる教会では2035年、2046年、2103年がキュリオパスハを祝う年に相当する。

### 古代の論争
古代には日付と位置付けをめぐり論争があったが、現在は春分の後の満月の次の日曜日（主日）に行われる。
復活大祭がハリストスの死を記念するものかハリストスの復活を祝うものかについて、古代には激しい論争があった。前者はユダヤ暦のニサン14日、後者はその三日後に相当する日を主張した。論争の末、後者が主流となり、4世紀には日曜日に復活祭が行われるようになった。最終的な日付の確定は、325年の第1回ニカイア公会議で行われた。正統信仰教会が東西に分かれた東西教会の分裂のあとも、両教会はこの同じ規定に基づいて復活大祭の日付を決定している。

## 風習

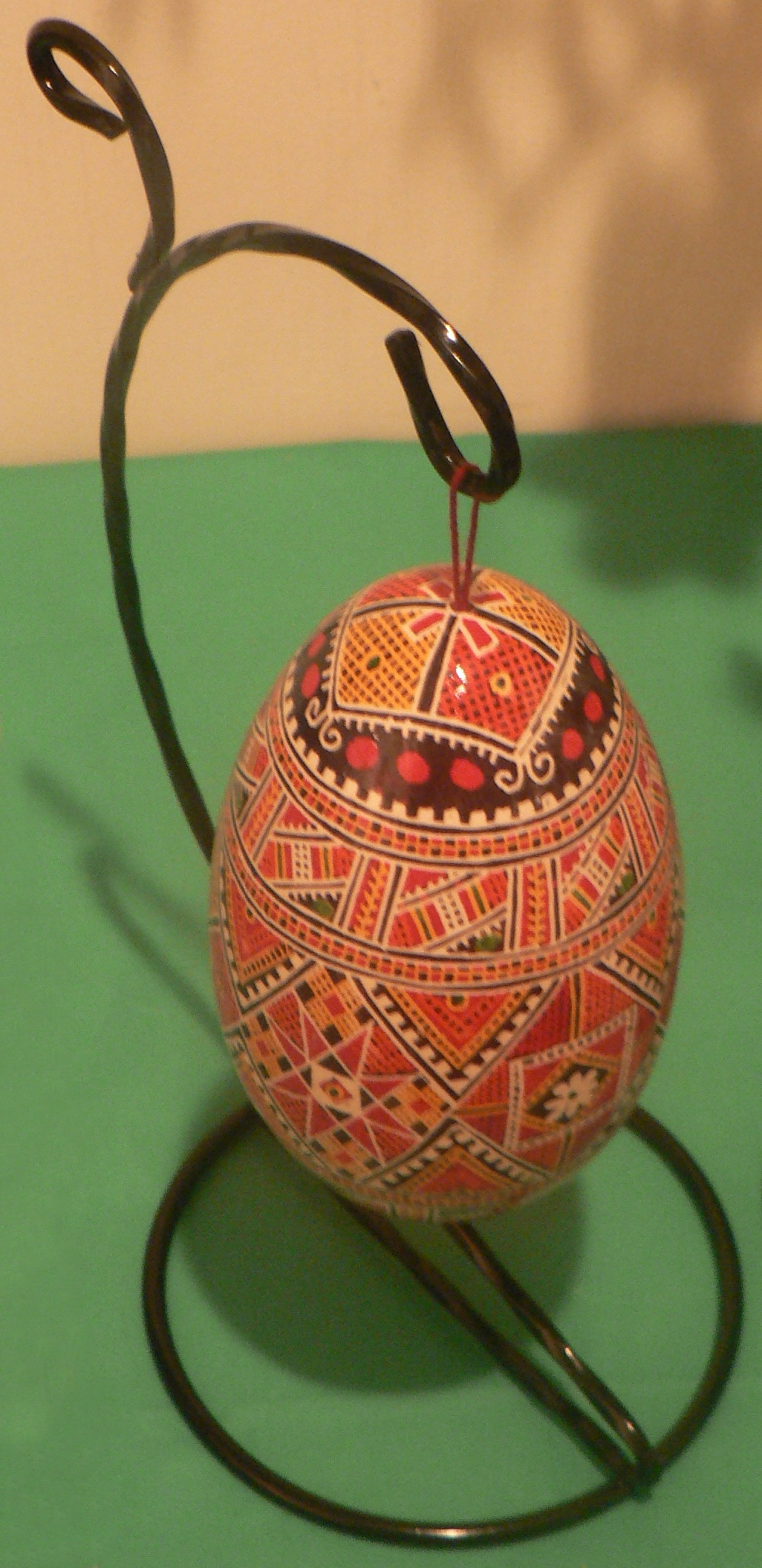
ピーサンカ

復活大祭に特徴的な食べ物として、クリーチとパスハがある。
正教会の復活祭の風習のうち、もっとも広く浸透しているものとしてイースターエッグがある（但し西方教会にもイースターエッグの習慣は存在する）。復活祭の奉神礼中、信者が持ち寄った染め卵が成聖され、また信者同士卵を贈りあう習慣がある。正教徒は復活祭の卵を、基本的には赤（赤は血すなわち生命と死を象徴するものである）に染める。しかしスラヴ地域を中心に、卵を美しく彩色する習慣がみられる。帝政ロシアでは、贈り物用の彩色卵は「ファベルジュの卵」とよばれる一連の工芸品へと発展した。正教会のイースターエッグは色付けによって数種類に分類され、それぞれ異なる名称を持つ。なかでも特に複雑な模様を持つものはピーサンカとして特によく知られている。
光明週間の間、復活祭で成聖された卵を信者は毎日食べる。また光明週間の間、聖堂にはアルトス（ギリシア語で「パン」の意）と呼ばれる大きな平たいパンを安置する。これはキリストがつねにともにいることをかたどったものであり、土曜日の聖体礼儀で成聖され、信者にわかたれる。しかし光明週間に毎日聖体礼儀を行わない教区では、アルトスも復活大祭の際に成聖し、信者にわけあたえる。アルトスは1年保存し、病気の折などに主の加護を願って食べる。
また復活祭のあとでは、チーズケーキや卵菓子、肉料理など、大斎中食べることのなかったご馳走を並べて祝宴を設けるのが、広くしきたりとなっている。ほとんどの教区では、深夜にはじまった復活大祭聖体礼儀のあと、午前3時ごろから復活祭のパーティーを行い、朝5時ごろ信者が帰途につく姿がみられる。

## 復活祭の聖歌から

### パスハのトロパリ
ハリストス死より復活し、
死をもって死を滅（ほろぼし）し、
墓にある者に生命を賜えり。

### 新たなるイェルサリム
新たなるイェルサリムよ、光り光れよ、
主の光栄爾（なんじ）に輝きたればなり。

シオンよ、今祝いて楽め、
爾潔き（いさぎよき）生神女よ、
爾が生みし主（しゅ）の復活を喜び給え。
日本ハリストス正教会教団府主教庁『小祈祷書』平成3年再版